# Örebro Hockeyklubb
L'Örebro HK è un club di hockey su ghiaccio con sede a Örebro, in Svezia.

## Statistiche
- Partecipazioni in Svenska hockeyligan: 2013-2014, 2014-2015, 2015-2016